# Fjällskivling
Fjällskivling bärs av följande svamparter i familjen Agaricaceae
- i släktet Chlorophyllum:
  - Rodnande fjällskivling (Chlorophyllum rhacodes)

- i släktet Lepiota:
  - Brunringad fjällskivling (Lepiota ignivolvata)
  - Grågrön fjällskivling (Lepiota griseovirens)
  - Grönfjällig fjällskivling (Lepiota grangei)
  - Gulflockig fjällskivling (Lepiota magnispora)
  - Rosenfotad fjällskivling (Lepiota pseudolilacea)
  - Slät fjällskivling (Lepiota oreadiformis)
  - Spenslig fjällskivling (Lepiota clypeolaria)
  - Svartfjällig fjällskivling (Lepiota felina)
  - Syrlig fjällskivling (Lepiota cristata)
  - Vit fjällskivling (Lepiota erminea)

- i släktet Macrolepiota:
  - Fnasig fjällskivling (Macrolepiota excoriata)
  - Olivfläckig fjällskivling (Macrolepiota olivascens)
  - Stolt fjällskivling (Macrolepiota procera), som väl är den mest kända av dessa.